# 72. Infanterie-Division (Wehrmacht)
Die 72. Infanterie-Division war ein Großverband des Heeres der deutschen Wehrmacht im Zweiten Weltkrieg.

## Divisionsgeschichte

### Aufstellung
Die 72. Infanterie-Division (ID) (bis 19. September 1939 als Grenzdivision Trier bezeichnet), wurde mit Beginn des Krieges gegen Polen mobilgemacht. 

### Westwall
Der Verband sicherte am Westwall. Im Frühjahr 1940 wurde die Division zum Truppenübungsplatz Ohrdruf verlegt. 

### Westfeldzug
Beim Westfeldzug folgte die Division ab 15. Mai 1940 in Eilmärschen den vorderen Truppen durch Luxemburg, Belgien und Nordfrankreich. Ab 3. Juni wurde die Aisne und später die Marne bei Sainte-Aulde kämpfend überschritten. In Marschordnung wurde der nun zurückweichende Gegner nach Süden verfolgt. Bis zur Kapitulation Frankreichs am 25. Juni war der Cher an der späteren Demarkationslinie erreicht. 

### Atlantikwall
Die Division sicherte dann an der Atlantikküste und wurde Ende September nach Paris verlegt. Größere Teile der Division mussten zur Aufstellung der 342. ID abgegeben werden.  
Danach wurde der Verband im Januar 1941 aus den Vogesen nach Rumänien verlegt, um als Lehrtruppe zu wirken. 

### Balkanfeldzug
Am 1. März marschierte die Division jedoch durch das bergige Bulgarien in Richtung Griechenland ab. Hier erfolgte im Balkanfeldzug am 6. April der Durchbruch durch die befestigte Metaxaslinie. Die griechische Nordarmee kapitulierte bereits am 9. April, als Saloniki fiel. Eine Vorausabteilung der Division schlug Teile des britischen Expeditionskorps am Olymp und in der Schlacht bei den Thermopylen. Noch vor den deutschen Panzereinheiten wurde am 26. April Athen erreicht. Nach Beendigung der Kampfhandlungen wurde im Landmarsch zu den rumänischen Ölfeldern bei Ploiești verlegt.

### Unternehmen Barbarossa
Am 22. Juni 1941 begann der Angriff auf die Sowjetunion. Die Division gehörte zur Heeresgruppe Süd. In hartem Häuserkampf wurde Kischinew erobert. Mit dem Übergang über den Dnjestr bei Beryslaw in Sturm- und Schlauchbooten wurde die Stalin-Linie überrannt. Nach Kämpfen in der Nogaischen Steppe wurde im September Melitopol genommen. Danach wurde die Division zur Halbinsel Krim verlegt, wo sie bis 16. November die Städte Simferopol, Jalta, Alupka und Baidary eroberte. 

### Sewastopol
Ein erster Sturmangriff auf die Festung Sewastopol scheiterte am 30. Dezember. Als die Rote Armee im Januar 1942 im Osten der Krim landete, wurde das Regiment 105 dorthin abgestellt. Der Rest der Division lag bis Juni 1942 in Stellungen vor Sewastopol. Bei der Eroberung Sewastopols bis 4. Juli hatte auch die 72. ID schwere verlustreiche Angriffe zu führen.

### Verlegung zur Heeresgruppe Nord
Nach diesen Kämpfen sollte die Division die Leningrader Blockade unterstützen. Während der Eisenbahnfahrt im Herbst 1942 wurde sie jedoch zur Schlacht von Rschew und später zur Schlacht von Kursk beordert. Ab Sommer 1943 nahm sie an den Absetzbewegungen „Sommerreise“ teil. 

### Tscherkassy

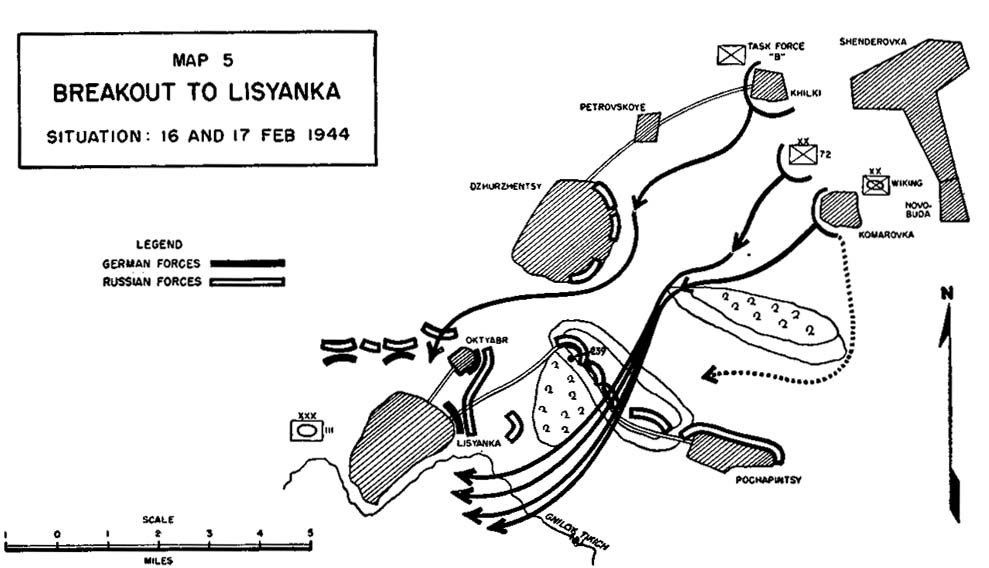
Ausbruchsrichtung der 72. ID bei Tscherkassy

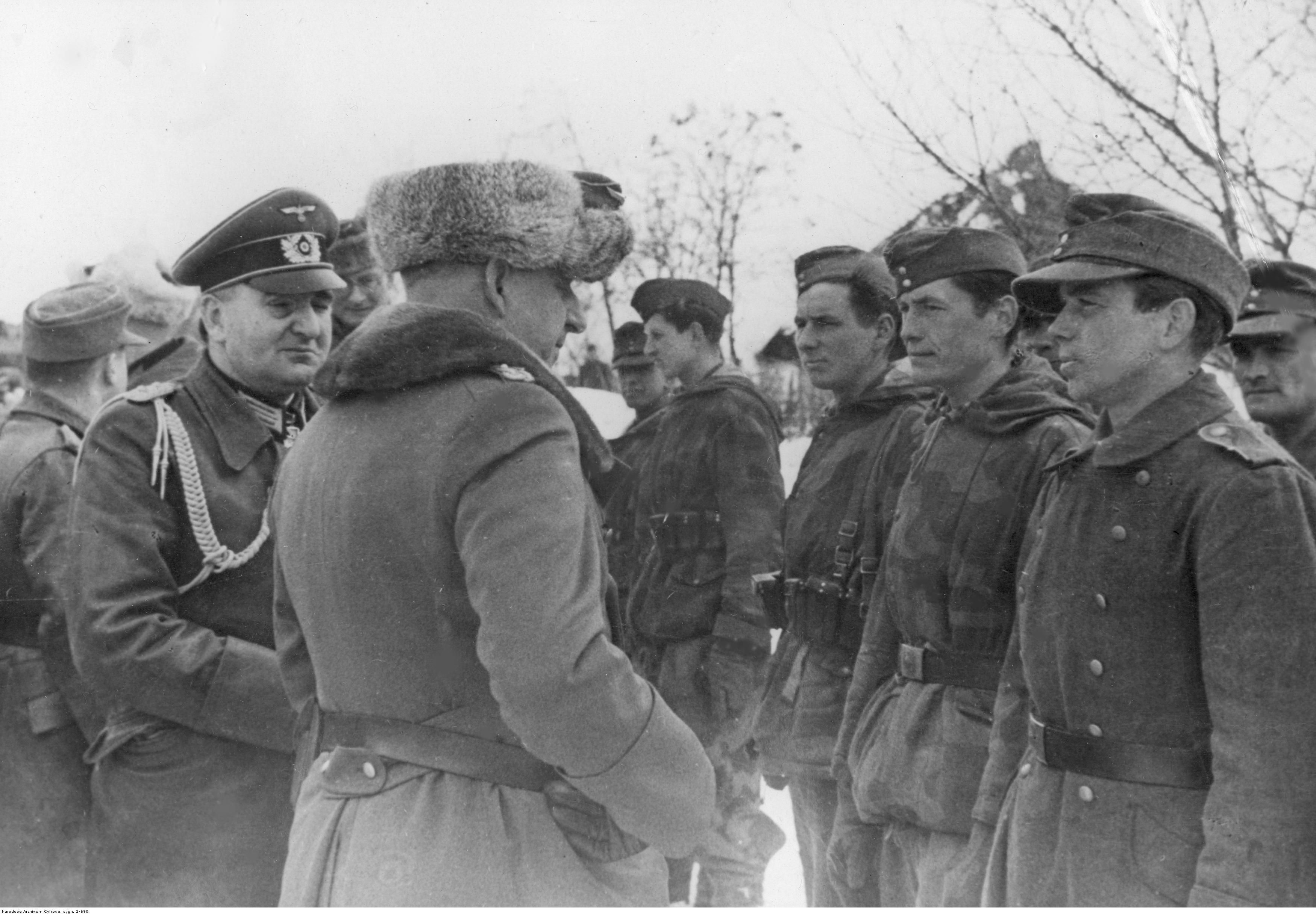
Generalfeldmarschall Erich von Manstein spricht mit Soldaten der 72. Infanteriedivision, die gerade aus dem Kessel bei Tscherkassy entkommen sind

Im Spätherbst nach Kämpfen in der Dnepr-Schleife bei Chodorow/Medwedowka sollte die Stadt Tscherkassy als Ruhestellung dienen. 
In einer weiteren sowjetischen Offensive wurde jedoch die Stadt eingeschlossen. In zähen Häuserkämpfen konnten die Teile der Division in der Stadt ihre Stellungen halten, bis zum Entsatz am 30. November. Als die Stadt am 13. Dezember planmäßig geräumt wurde, zeichnete sich bereits ein Kesselschlacht von Tscherkassy ab in den sich die Division nun zurückzog. Wochenlang unter freiem Himmel in Schlamm- und Schneelöchern hausend, hungernd und ohne ausreichende Munition konnte die Division im Februar 1944 im Nordwestteil des Kessels einige Ortschaften erobern, welche später als Basis für den Ausbruch nach Westen dienten. Als erste Division der mittleren Marschgruppe erkämpften die Überlebenden am 17. Februar den Durchbruch zu den Entsatzkräften nach Lissjanka.

### Neuaufstellung 1944
Im März 1944 wurden die Reste der 72. ID bei Wladimir Wolynsk mit der „Schatten-Division Generalgouvernement“ verschmolzen. Nachdem sie am Brückenkopf von Baranow an der Weichsel, beim Sandomierz-Kessel, bei Opatów und den Absetzbewegungen im Weichselbogen erneut schwere Verluste erlitten hatte, wurde am 27. Januar im Rückzug eine neu aufgebaute Front an der Oder bei Glogau erreicht. 

### Kapitulation
Beim Großangriff der Roten Armee am 16. April wurde die Division ins Gebiet des sogenannten Protektorats Böhmen und Mähren abgedrängt, wo sie am 9. Mai 1945 kapitulierte. Nur wenige Soldaten konnten die Linien der US-Armee bei Karlsbad erreichen – die Masse geriet in sowjetische Gefangenschaft.

## Standorte der Divisionseinheiten
In der Neue Goeben-Kaserne lag das I. Bataillon des Infanterieregiment 105, das II. Bataillon in der Neuen Hornkaserne in unmittelbarer Nachbarschaft, das III. Bataillon in Wittlich. Teile des Infanterieregiment 124 lagen in der „Jägerkaserne“ (I. Bataillon) und in der Feyener Kaserne (II. Bataillon), das III. Bataillon in Saarburg.
Das Artillerieregiment der Division lag in der Kemmelkaserne, vor Beendigung des Neubaus in Teilen in der Jägerkaserne.

## Gliederung

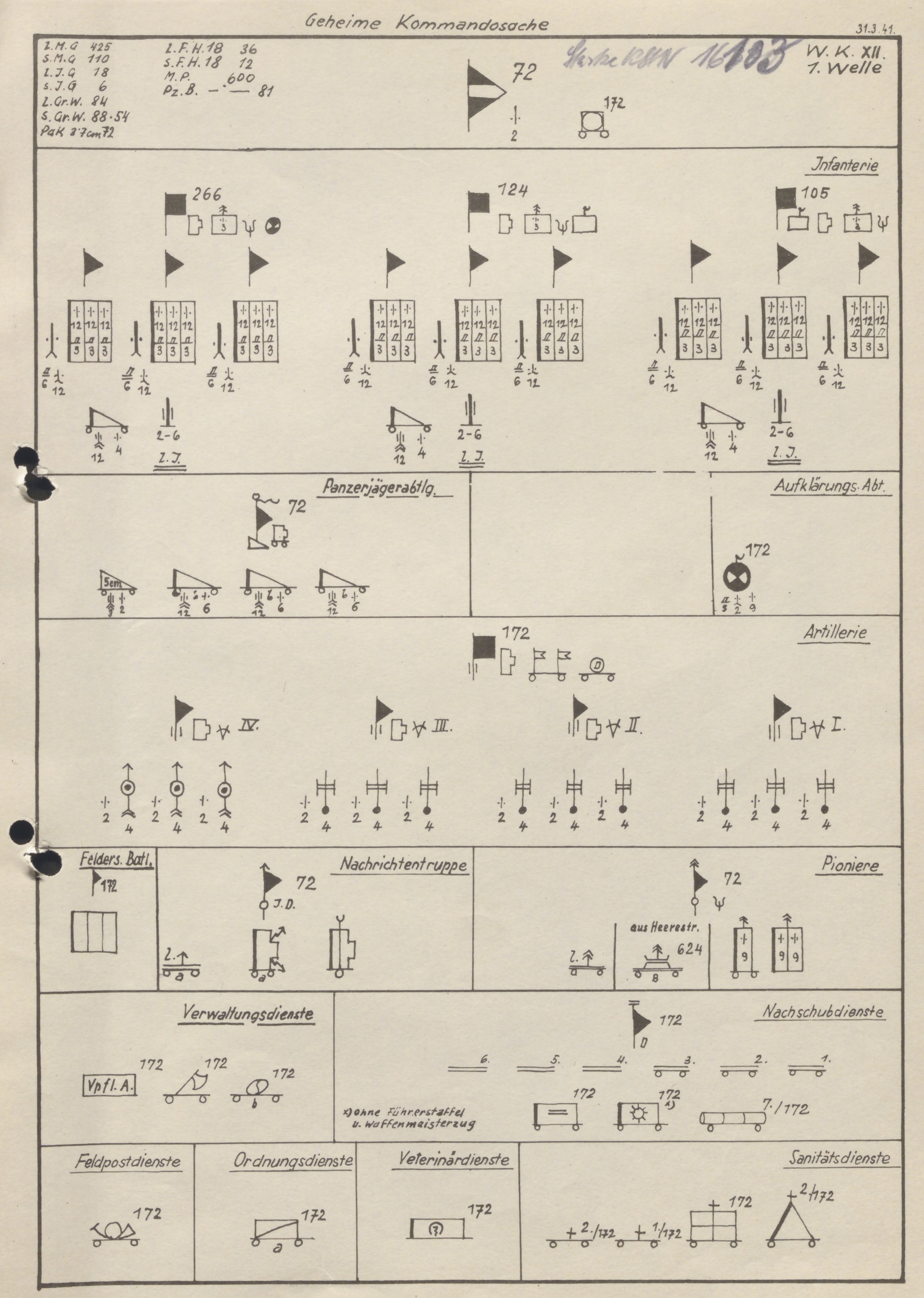
Gliederung der 72. Inf. Div. am 31. März 1941, taktische Zeichen

| 1941                      | 1942                   | 1944–1945              |
| ------------------------- | ---------------------- | ---------------------- |
| Infanterie-Regiment 105   | Grenadier-Regiment 105 | Grenadier-Regiment 105 |
| Infanterie-Regiment 124   | Grenadier-Regiment 124 | Grenadier-Regiment 124 |
| Infanterie-Regiment 266   | Grenadier-Regiment 266 | Grenadier-Regiment 266 |
| Artillerie-Regiment 172   |                        |                        |
| Aufklärungs-Abteilung 172 | Radfahr-Abteilung 172  | Füsilier-Bataillon 72  |
| Pionier-Bataillon 72      |                        |                        |
| Panzerjäger-Abteilung 72  |                        |                        |
| Feldersatz-Bataillon 172  |                        |                        |
| Nachrichten-Abteilung 72  |                        |                        |
| Versorgungseinheiten 172  |                        |                        |

## Kommandeure
| Dienstzeit                             | Dienstgrad                          | Name                   |
| -------------------------------------- | ----------------------------------- | ---------------------- |
| 1. September 1939 bis 25. Juli 1940    | Generalmajor/Generalleutnant        | Franz Mattenklott      |
| 25. Juli bis 4. September 1940         | Generalmajor                        | Helge Auleb            |
| 4. September 1940 bis 6. November 1941 | Generalleutnant                     | Franz Mattenklott      |
| 6. November 1941 bis 10. Juli 1942     | Generalmajor/Generalleutnant        | Philipp Müller-Gebhard |
| 10. Juli bis 24. November 1942         | Oberst/Generalmajor                 | Curt Souchay           |
| 24. November 1942 bis 17. Februar 1943 | Generalleutnant                     | Philipp Müller-Gebhard |
| 17. Februar bis 3. Mai 1943            | Oberst                              | Ralph Graf von Oriola  |
| 3. Mai bis 1. November 1943            | Generalleutnant                     | Philipp Müller-Gebhard |
| 1. bis 20. November 1943               | Generalleutnant                     | Erwin Menny            |
| 20. November 1943 bis 25. März 1944    | Oberst/Generalmajor/Generalleutnant | Hermann Hohn           |
| 25. März bis 10. Juni 1944             | Generalleutnant                     | Gustav Harteneck       |
| 10. Juni bis 1. Juli 1944              | Oberst                              | Karl Arning            |
| 1. Juli 1944 bis 20. April 1945        | Generalleutnant                     | Hermann Hohn           |
| 20. April bis 1. Mai 1945              | Generalmajor                        | Werner Kampfhenkel     |
| 1. Mai 1945 bis zur Auflösung          | Generalleutnant                     | Hugo Beißwänger        |

## Auszeichnungen
Insgesamt wurden 49 Angehörige der 72. ID mit dem Ritterkreuz ausgezeichnet und 144 mit dem Deutschen Kreuz in Gold.